# Бєляєва Ольга Євгенівна
Бєляєва Ольга Євгенівна (1 січня 1985) — російська ватерполістка.
Учасниця Олімпійських Ігор 2012 року.
Призерка Чемпіонату світу з водних видів спорту 2009, 2011 років.